# Hans Wimmer
Hans Wimmer (Pfarrkirchen, 19 marzo 1907 – Monaco di Baviera, 31 agosto 1992) è stato uno scultore tedesco.

## Biografia

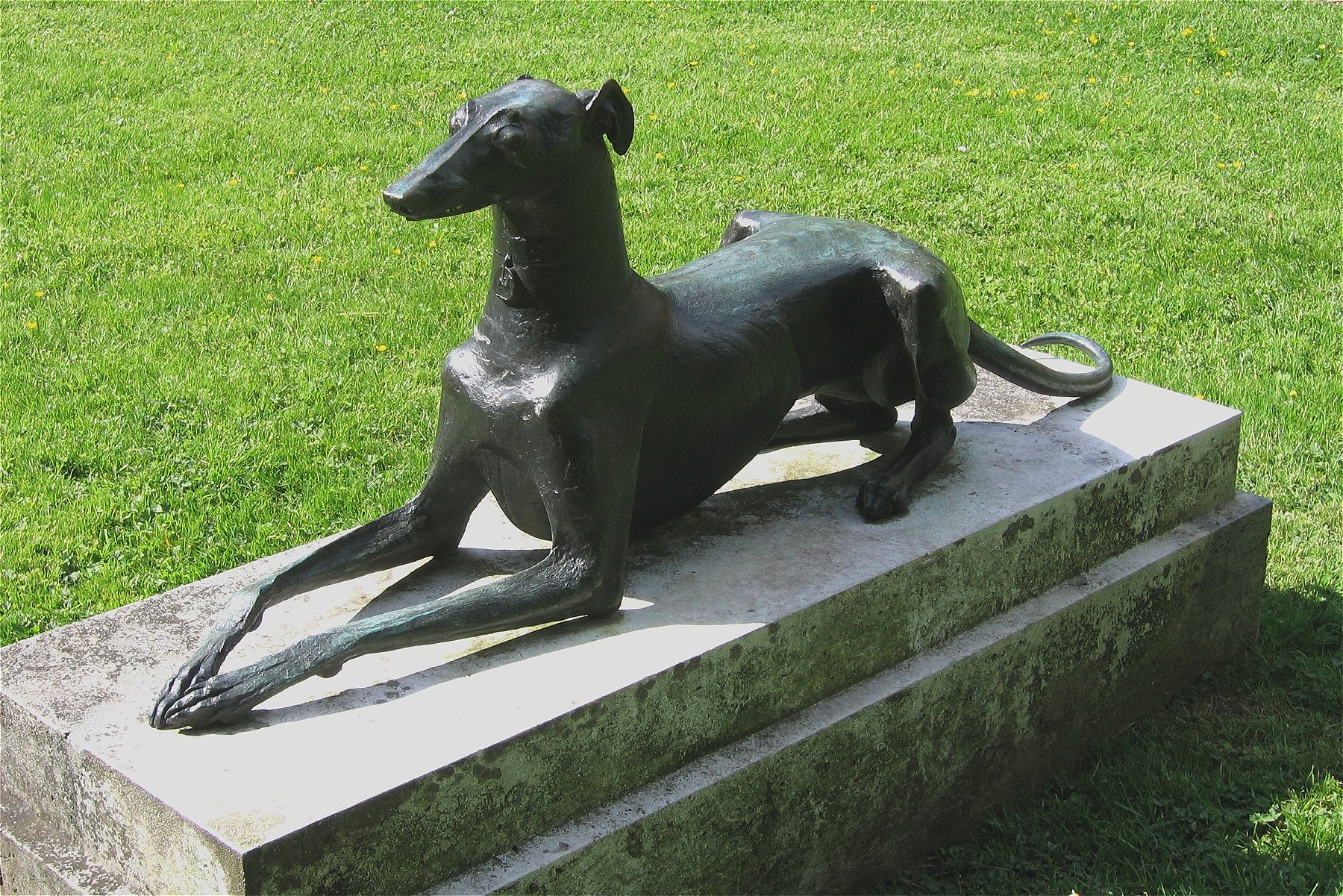
Windspiel, 1960, di fronte al Lenbachhaus a Monaco

Dal 1928 al 1935 studiò presso la Akademie der freien Künste a Monaco. Dal 1949 fino al 1972 fu professore di scultura presso la Kunstakademie di Norimberga.
Fu amico di Hans Carossa, Olaf Gulbransson, Richard Billinger e Gerhard Marcks.
Hans Wimmer partecipò a importanti mostre internazionali come documenta 1 a Kassel (1955), la Biennale di Venezia (1958) e l'Expo di Montréal (1967).

## Mostre

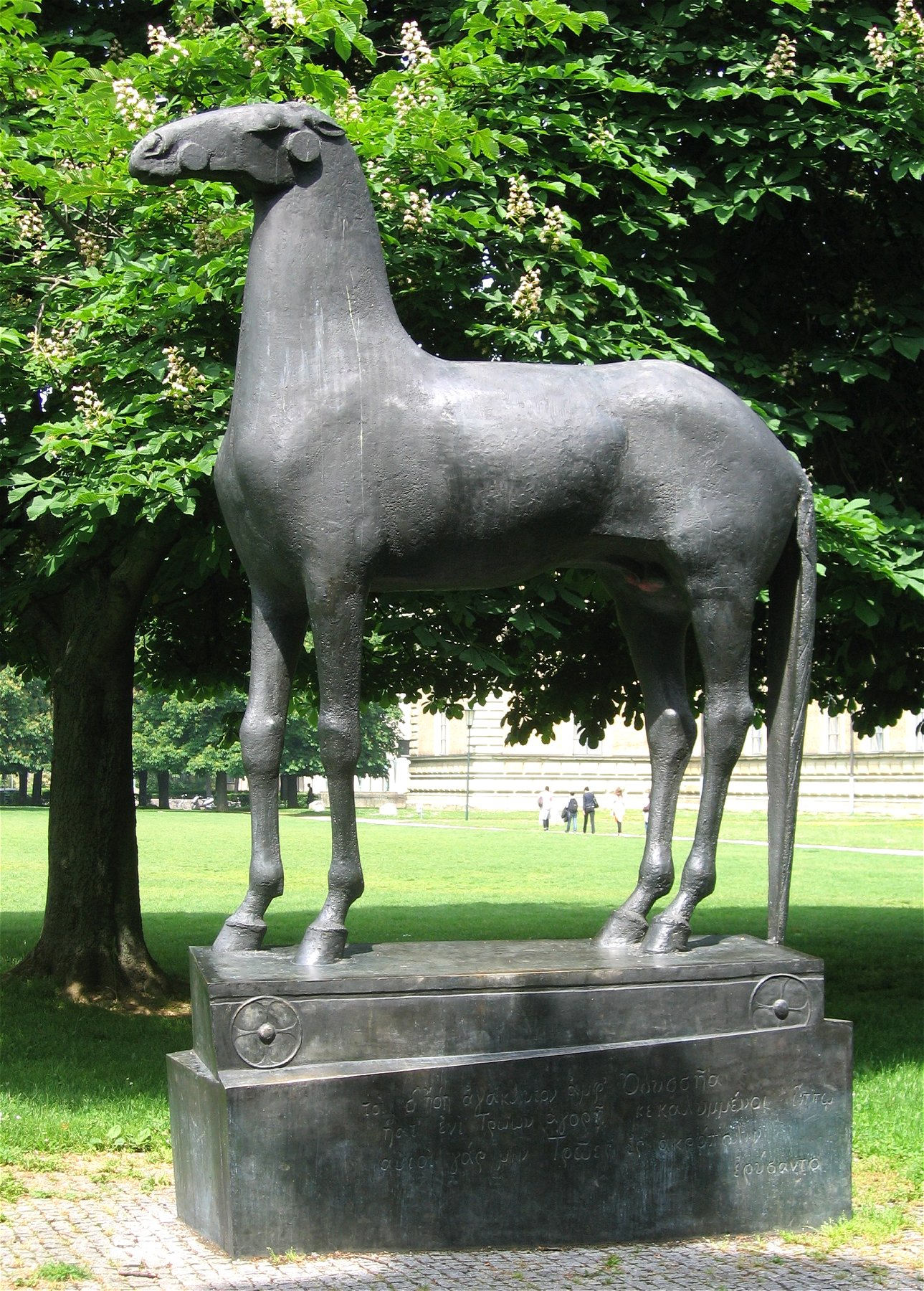
Cavallo di Troia, 1976-1981, Monaco, Alte Pinakothek

- Renaissance der Figur, aprile-maggio 2005, Norimberga (Maxtorhof)
- Der Bildhauer Hans Wimmer, agosto-ottobre 2007, Schlosskirche Neustrelitz
- Gestalt - Form - Figur. Hans Wimmer und die Münchner Bildhauerschule, Passau, Güstrow, Berlino, da giugno 2008 a gennaio 2009

## Premi
- 1950: Förderpreis im Bereich Bildende Kunst der Landeshauptstadt München
- 1957: Kunstpreis von Nordrhein-Westfalen
- 1966: Pour le mérite für Wissenschaft und Künste
- 1967: Großes Verdienstkreuz des Verdienstordens der Bundesrepublik Deutschland mit Stern
- 1968: Bayerischer Verdienstorden
- 1980: Oberbayerischer Kulturpreis
- 1986: Bayerischer Maximiliansorden für Wissenschaft und Kunst

## Opere negli spazi pubblici (selezione)

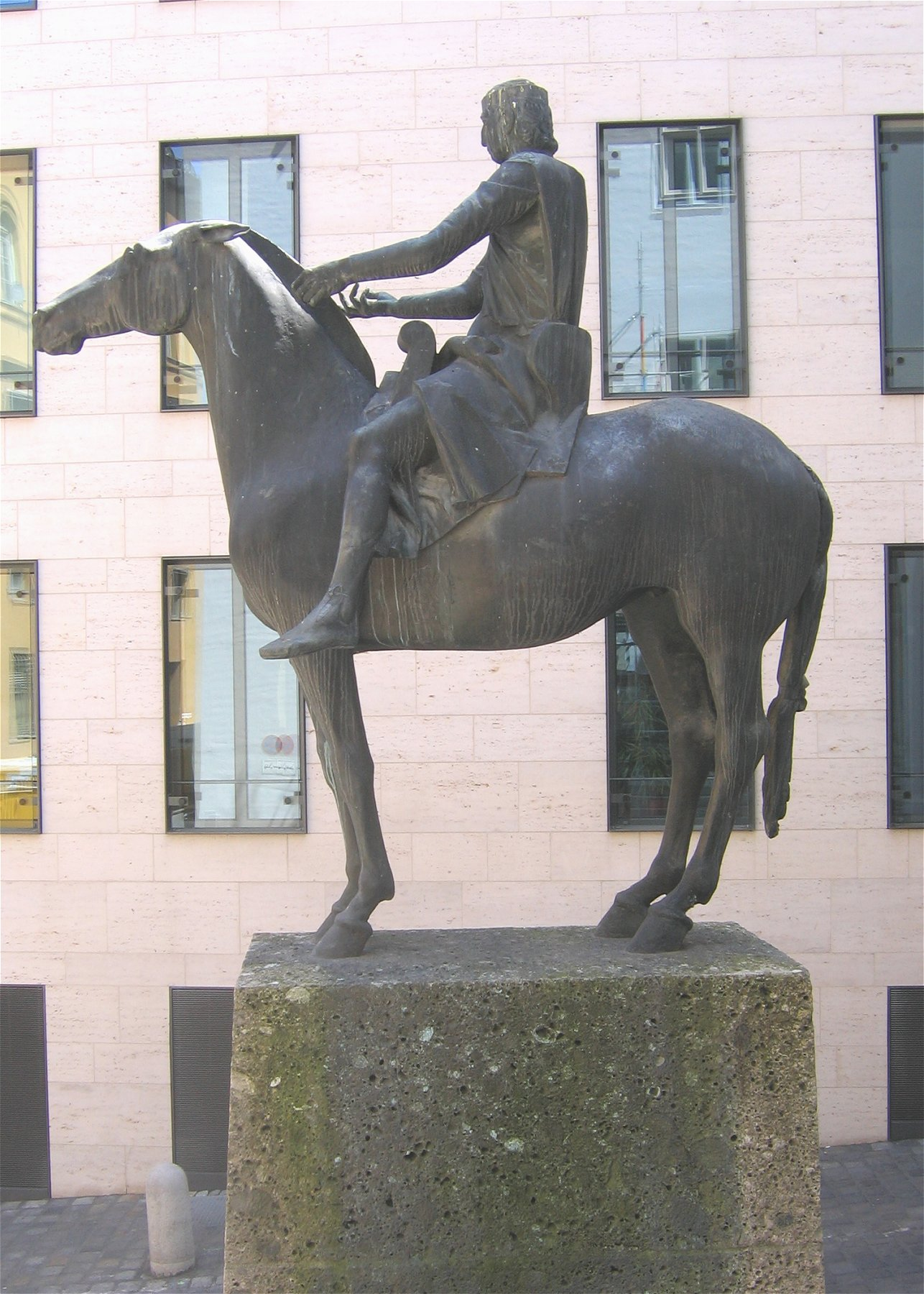
Reiterdenkmal für Ludwig der Bayer, 1967, in Monaco am Alten Hof

- Kniender Jüngling, Eidgenössische Zentralbibliothek, Berna (1954)
- Richard Strauss Brunnen, Kaufingerstraße a Monaco (1962)
- Reiterstandbild Kaiser Ludwig der Bayer, Alter Hof, Monaco (1967)
- Wimmer-Roß, Pfarrkirchen (1966)
- Kniender, Mahnmal für die Opfer der Konzentrationslager, Paulskirche, Frankfurt am Main (1964)
- Sterbender Soldat al cenotafio di guerra a Catania (1965)
- Ehrenmal des Deutschen Heeres auf der Festung Ehrenbreitstein (1972)
- Trojanisches Pferd, Südseite der Alten Pinakothek, Monaco (1977)